# Glendalough
Glendalough (vale dos dois lagos) é um conjunto monacal situado no condado de Wicklow na Irlanda.
O conjunto monasterial foi criado por San Kevin no século VI continuando seu labor monástico até à dissolução dos mosteiros em 1539.
A maioria dos edifícios foram construídos entre os séculos VIII e XII vindo a ser restaurados no século XIX. O mosteito tornou-se num importante centro de peregrinação depois da morte do santo. O complexo sofreu vários ataques por parte de clãs vikings, mas o pior aconteceu em 1398 pela mão dos ingleses.

## Lago inferior
No lago inferior situam-se a maioria dos edifícios que se conservam, assim aqui podemos encontrar:
- Gatehouse: É um duplo arco que exerce primeiramente ao conjunto.
- Torre: É uma torre cilíndrica de trinta e três metros de altura.
- Catedral: Edificada no século XII é o edifício maior que se conserva.
- Casa dos padres: Situada no centro do átrio era o lugar de enterro dos sacerdotes locais.
- St Kevin´s Kitchen: Pequeno oratório com um campanário circular fundado no século XI.
- Igreja de St Mar: Restos de uma igreja com restos de esculturas de origem românico, é um dos edifícios mais antigos do complexo.

## Lago superior
Nesta zona o número de edifícios são menores no entanto são os mais antigos e os relacionados com a vida do santo.
- Igreja Reefert: É um edifício românico. Acha-se que seu nome prove/provem de Righ Fearta (cemitério de reis).
- St. Kevin´s Cell: Edifício em ruínas que foi a casa do santo.
- St. Kevin´s Bed: É uma pequena gruta na que se acha que o santo se retirava a meditar.
- Teampall-na-Skelling: Igreja construída sobre outra anterior fundada por São Kevin.

## Galeria

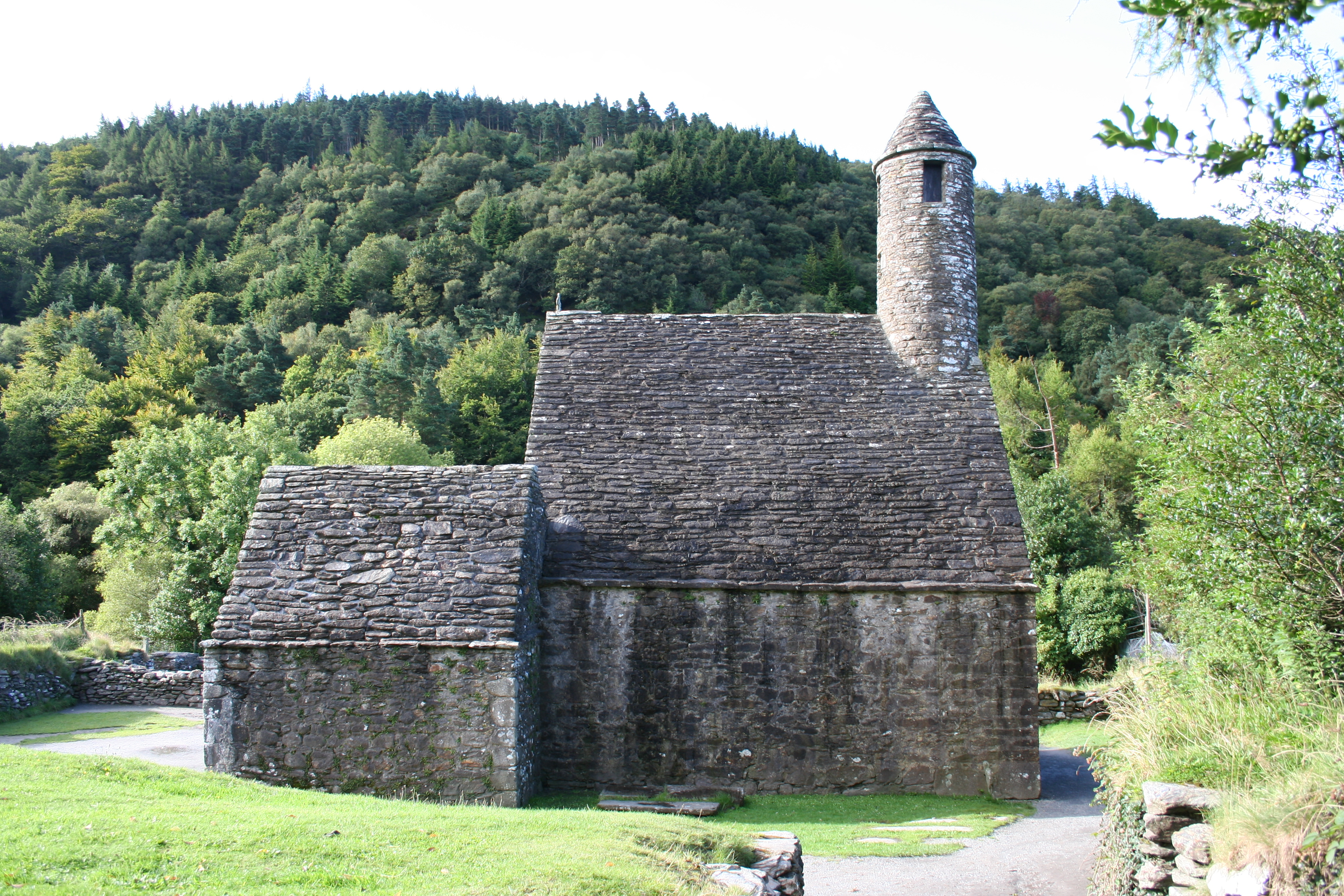
St Kevin´s Kitchen
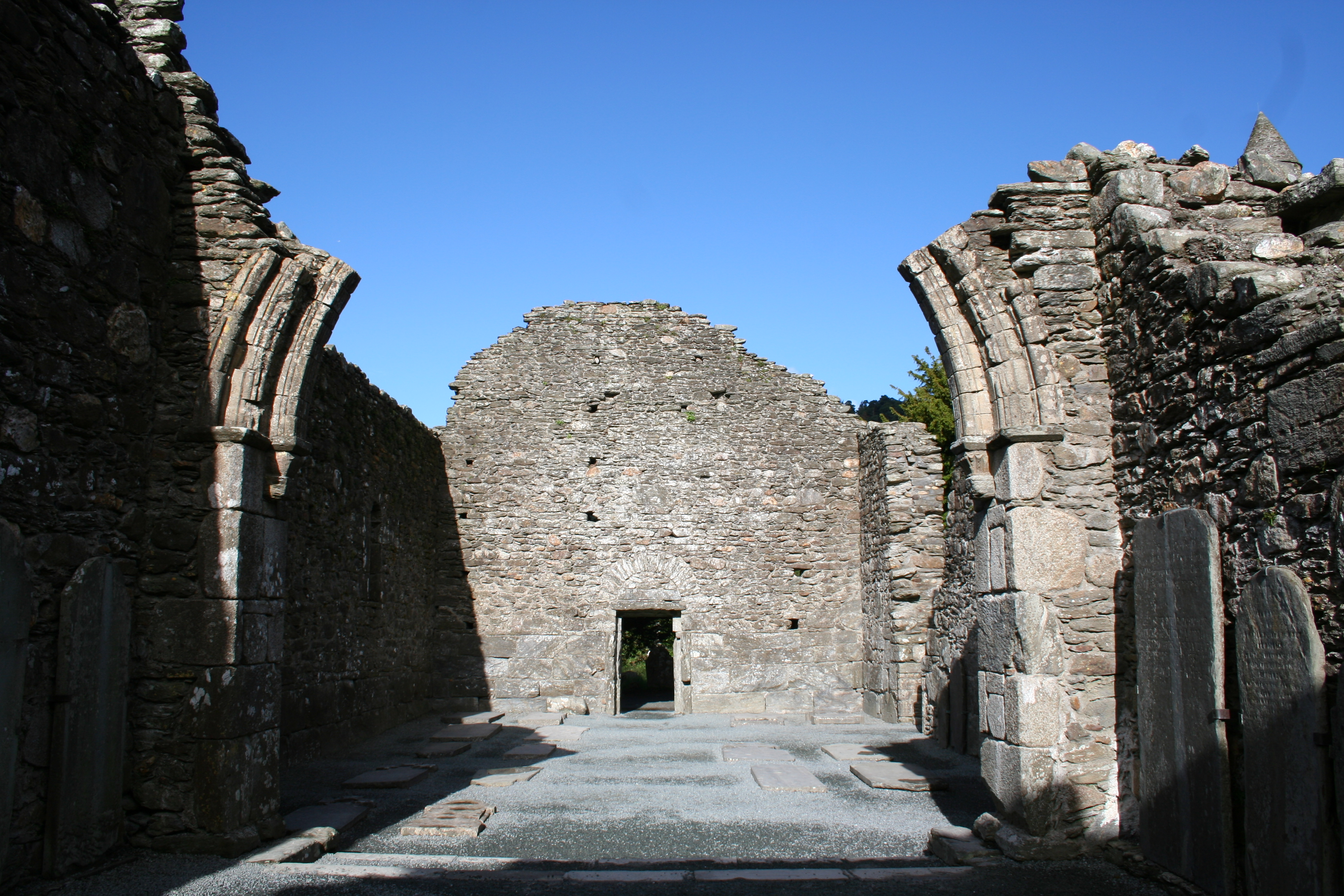
Catedral
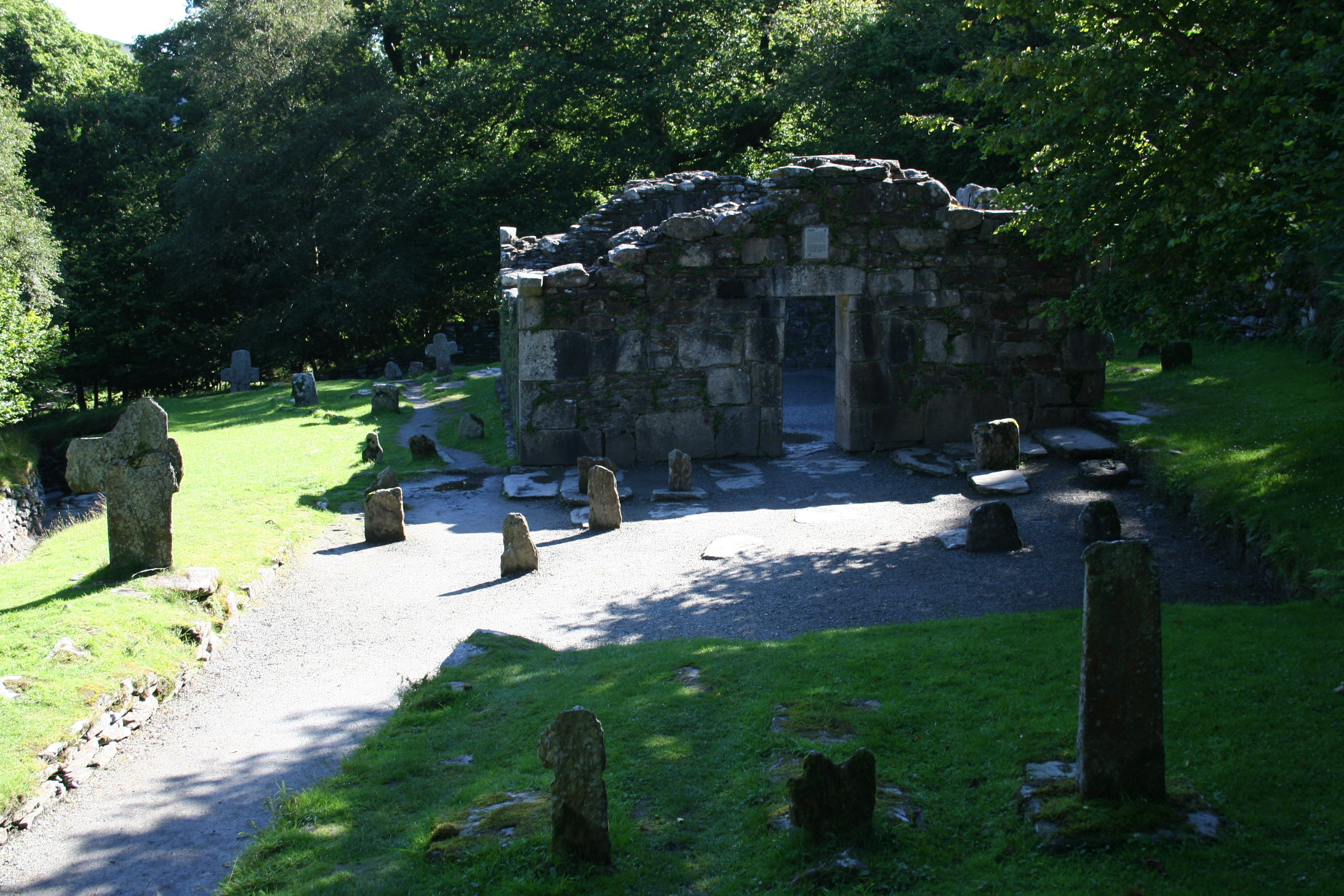
Igreja Reefert
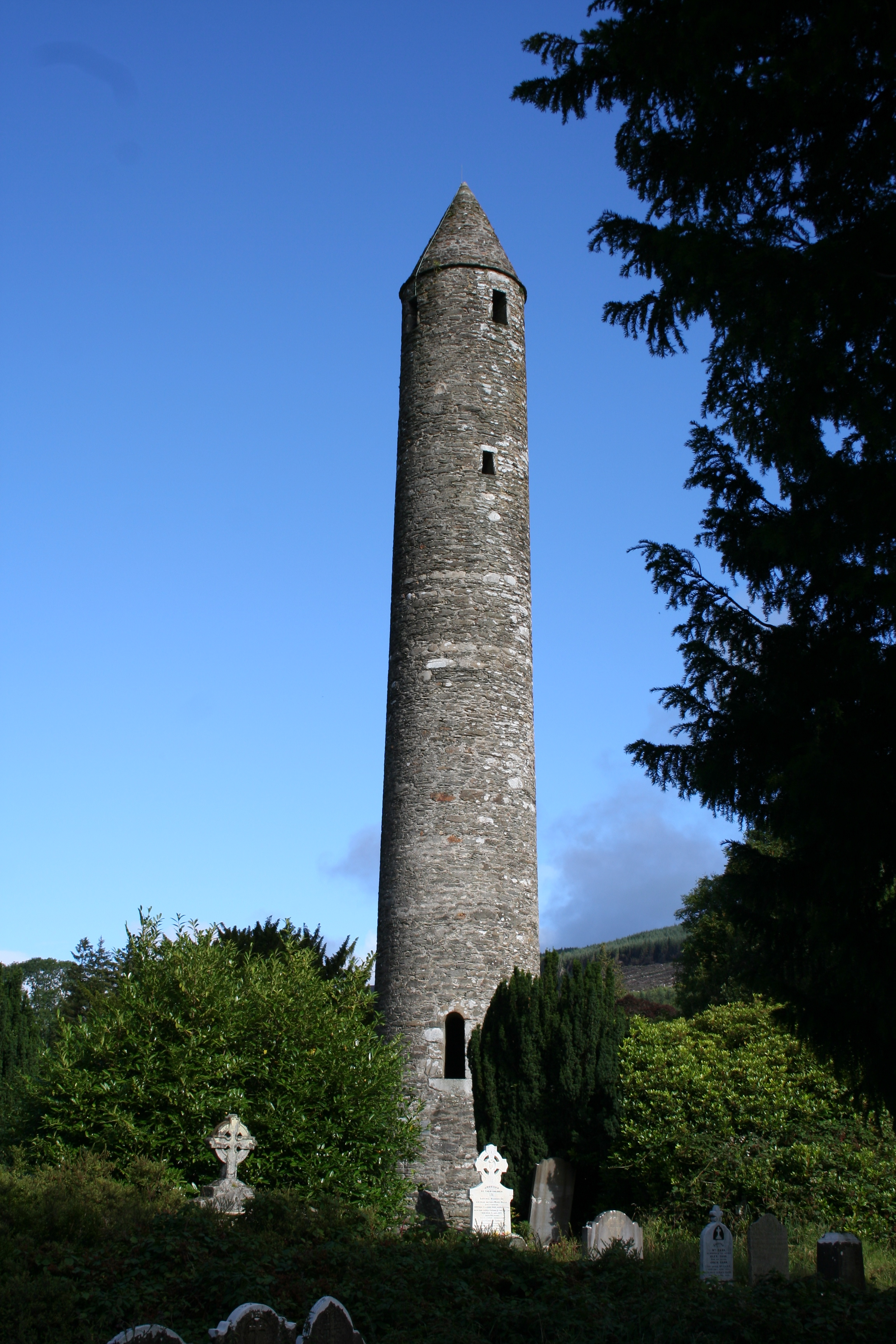
Torre
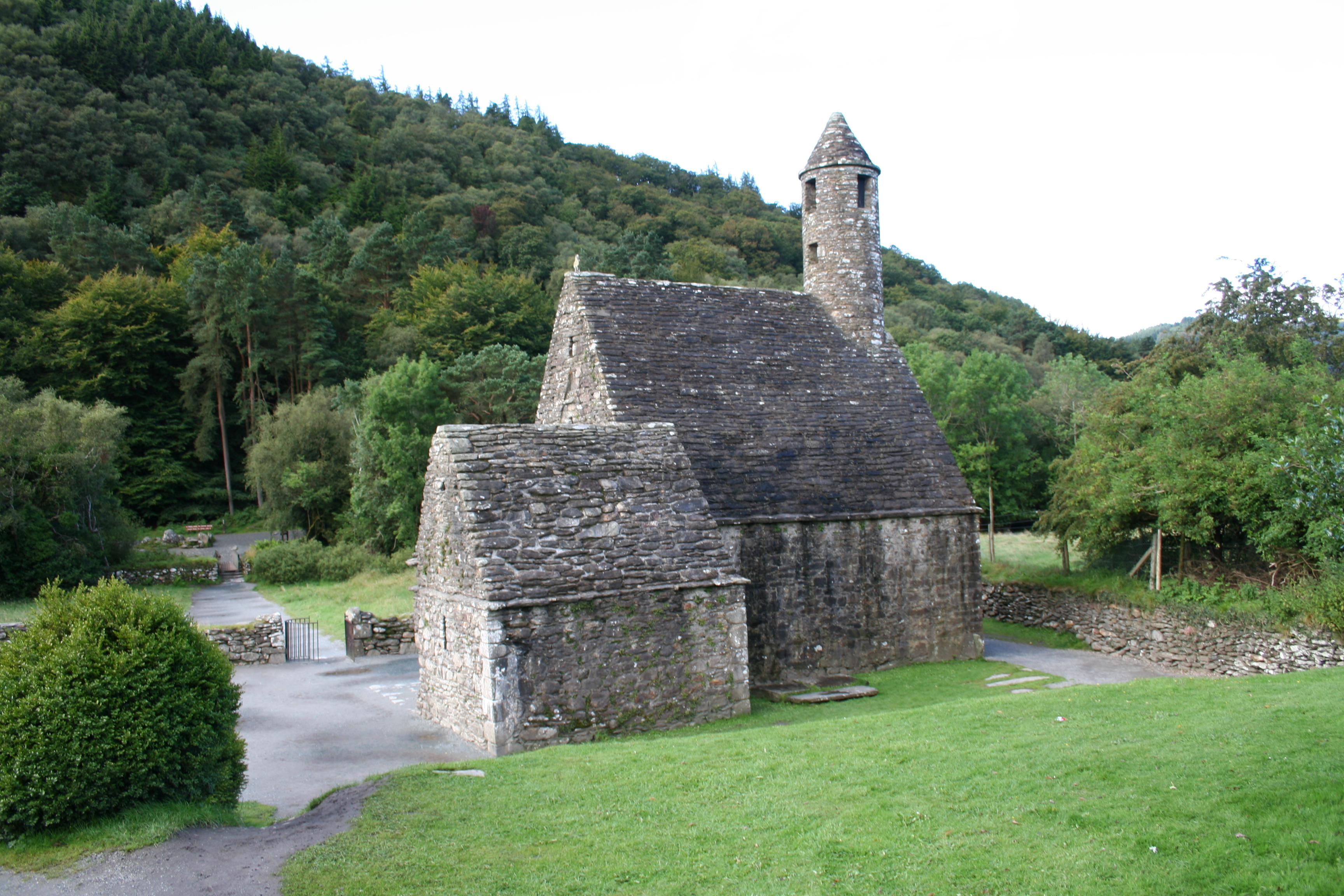
St Kevin´s Kitchen
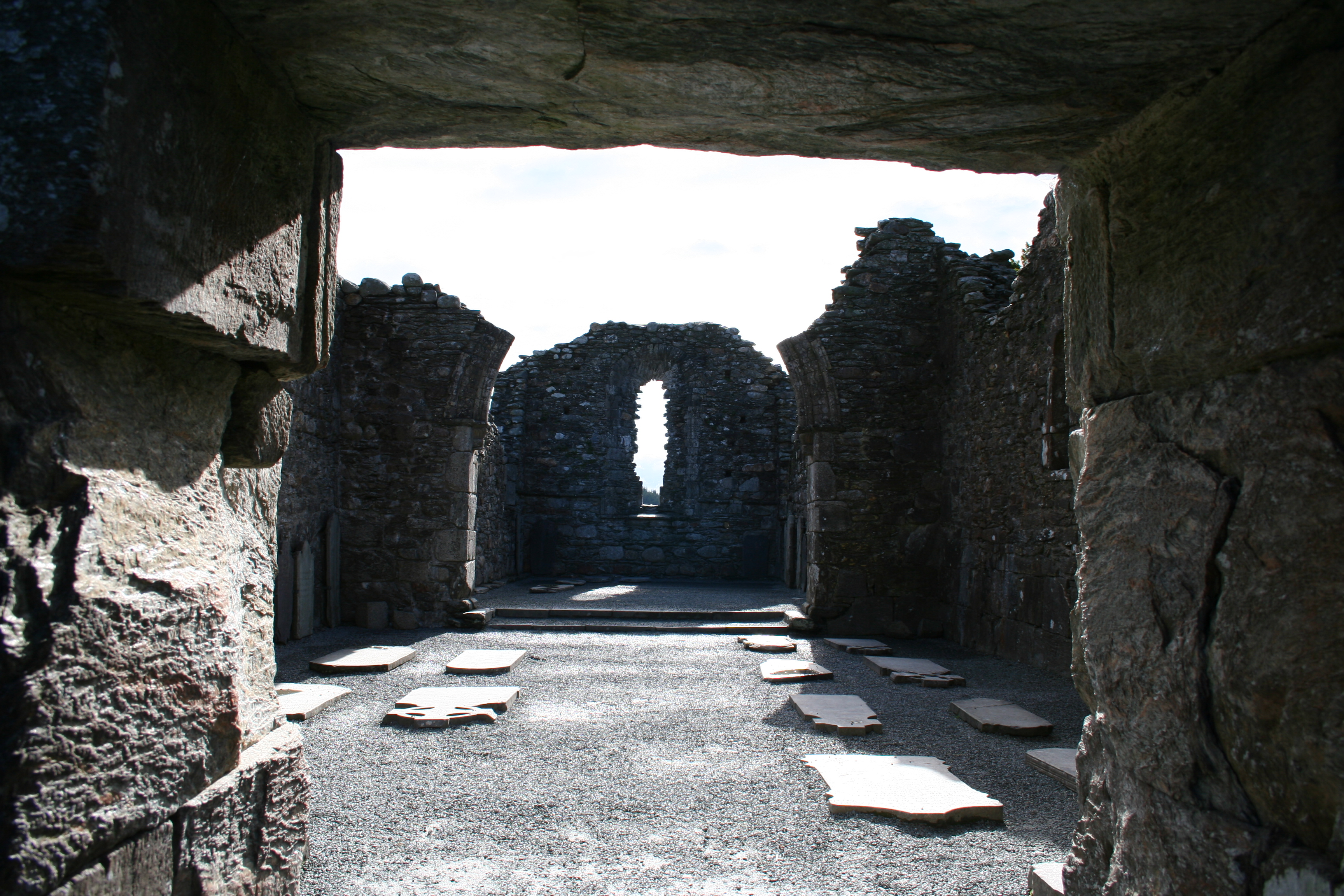
Catedral
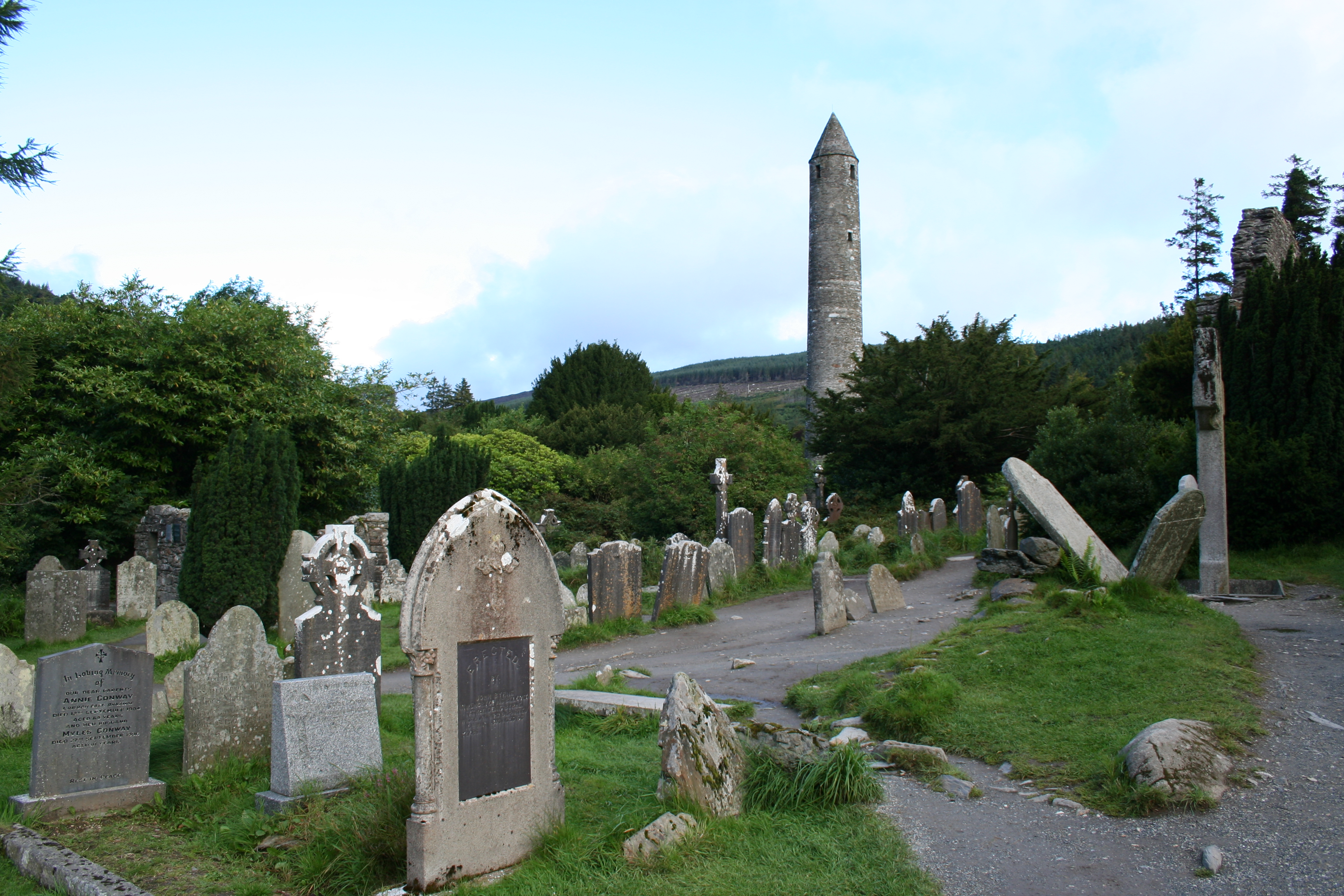
Torre e cemitério
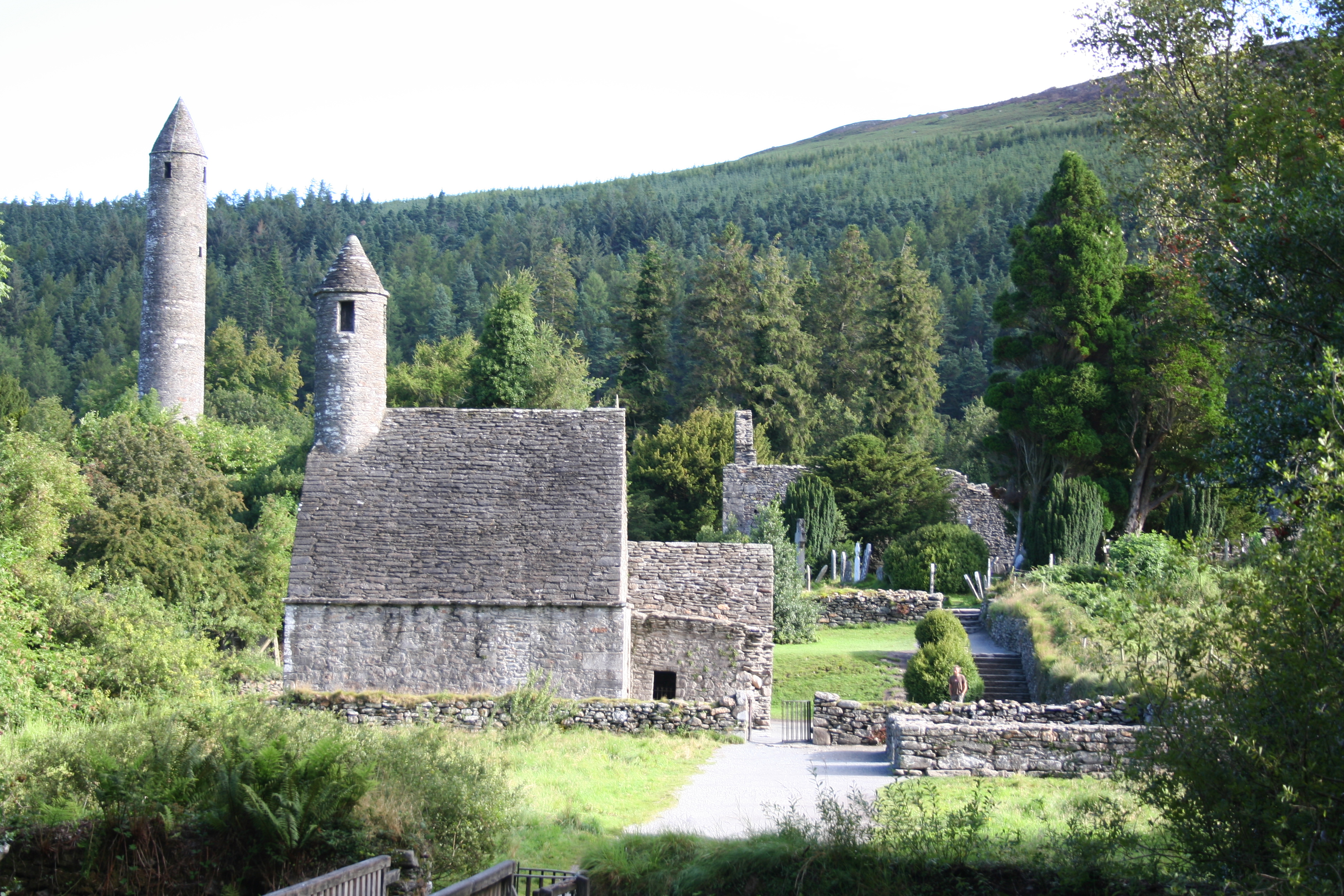
Imagem geral das ruínas do lower lake
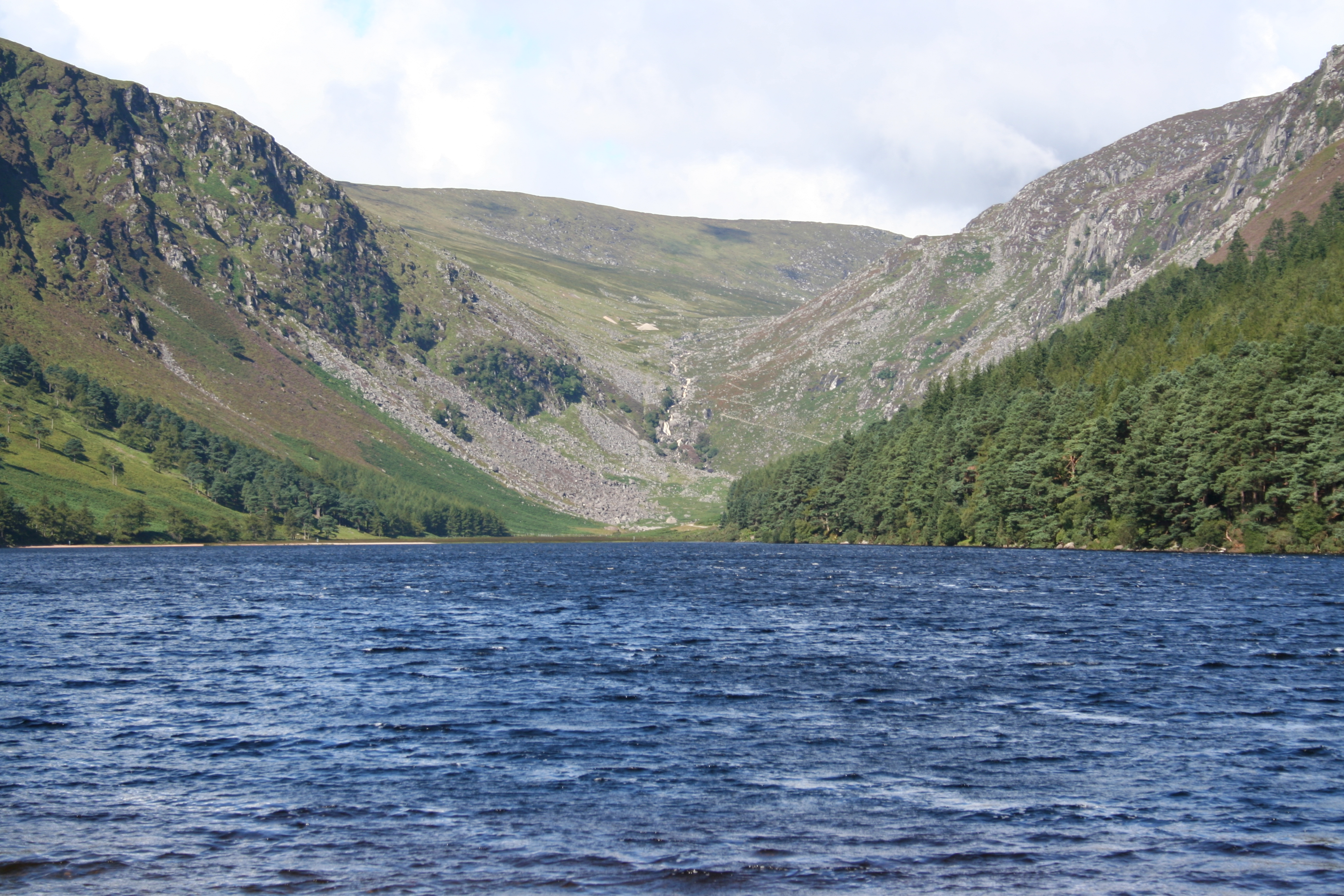
Upper lake
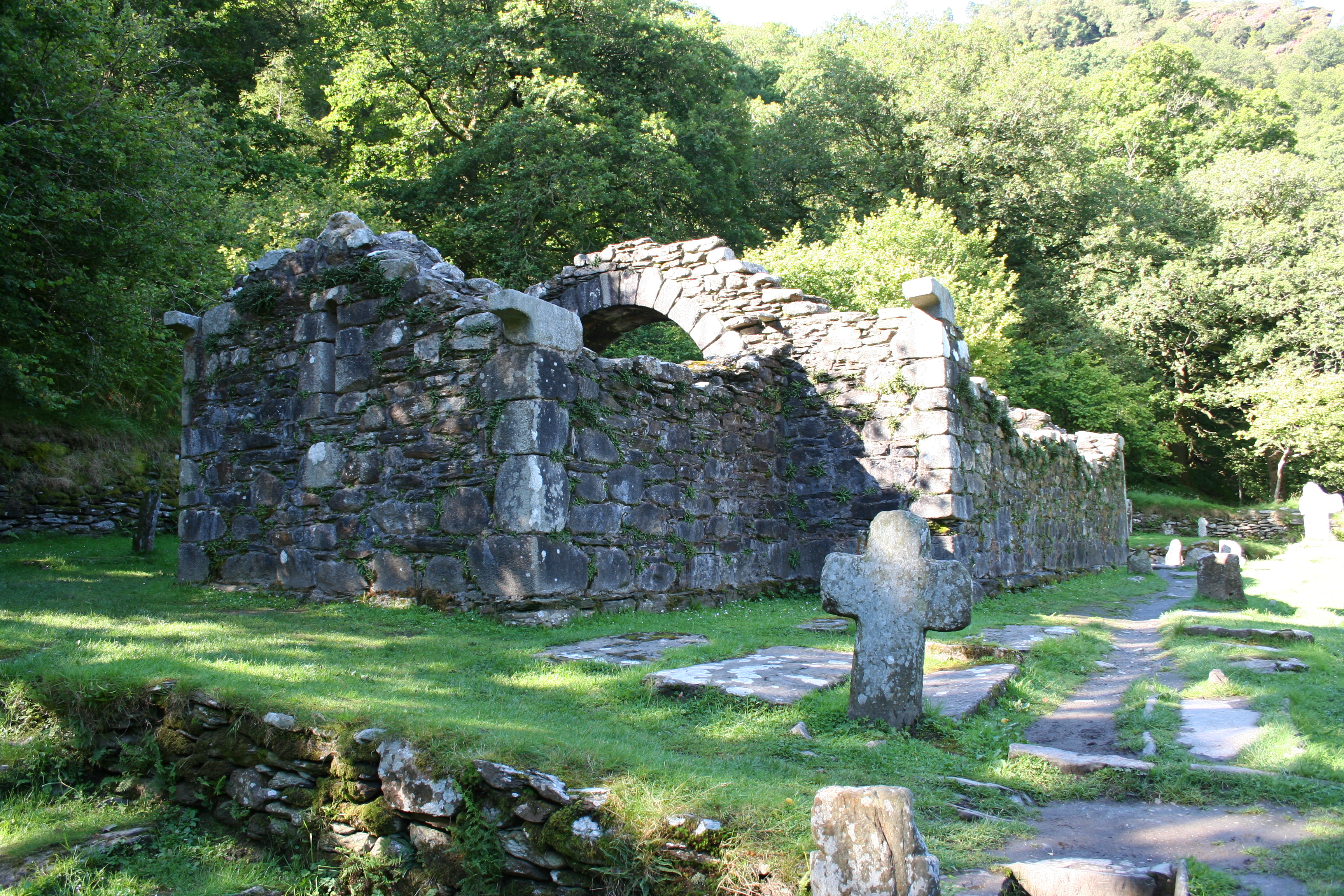
Igreja Reefert
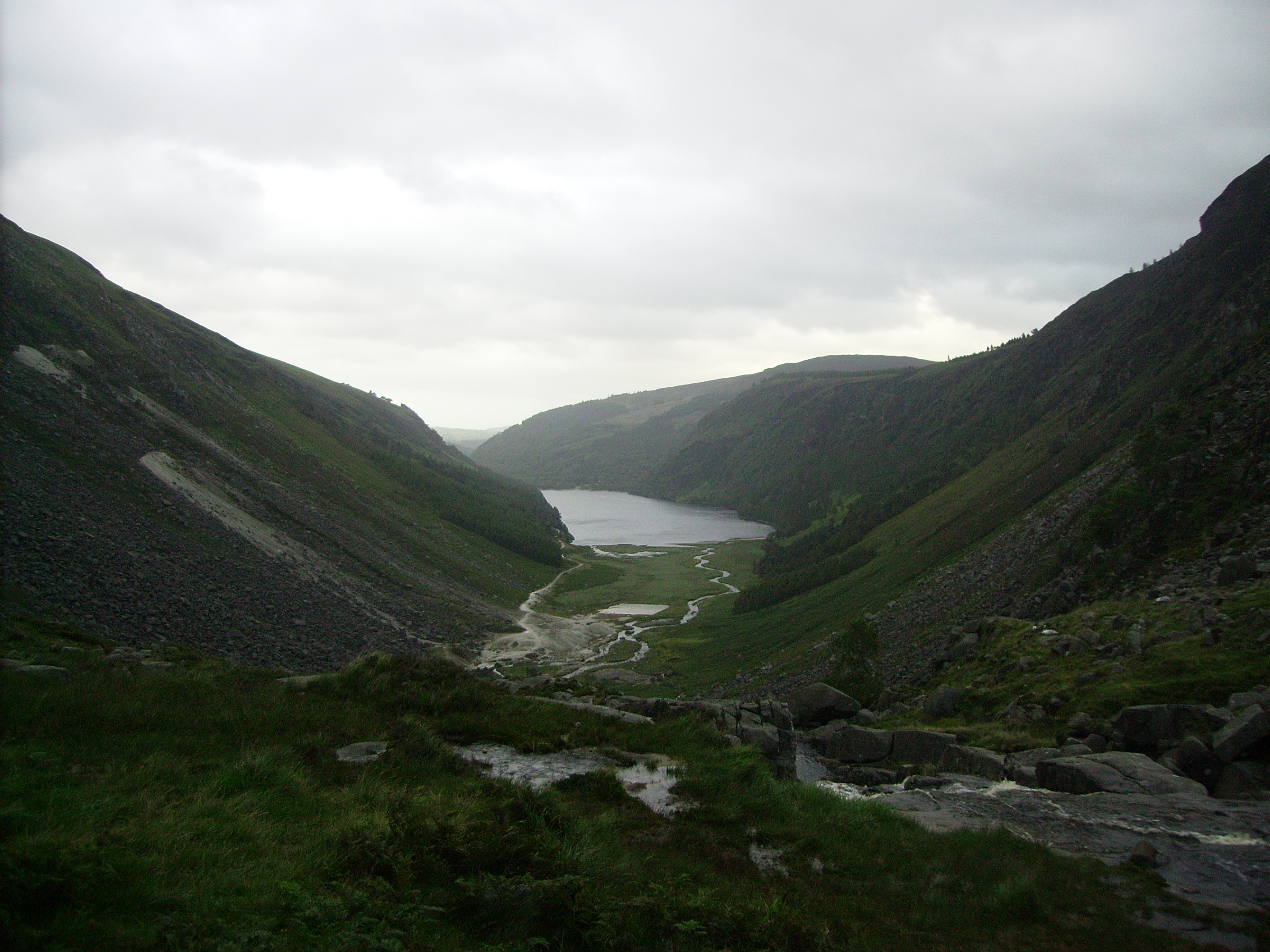
Vale de upper lake
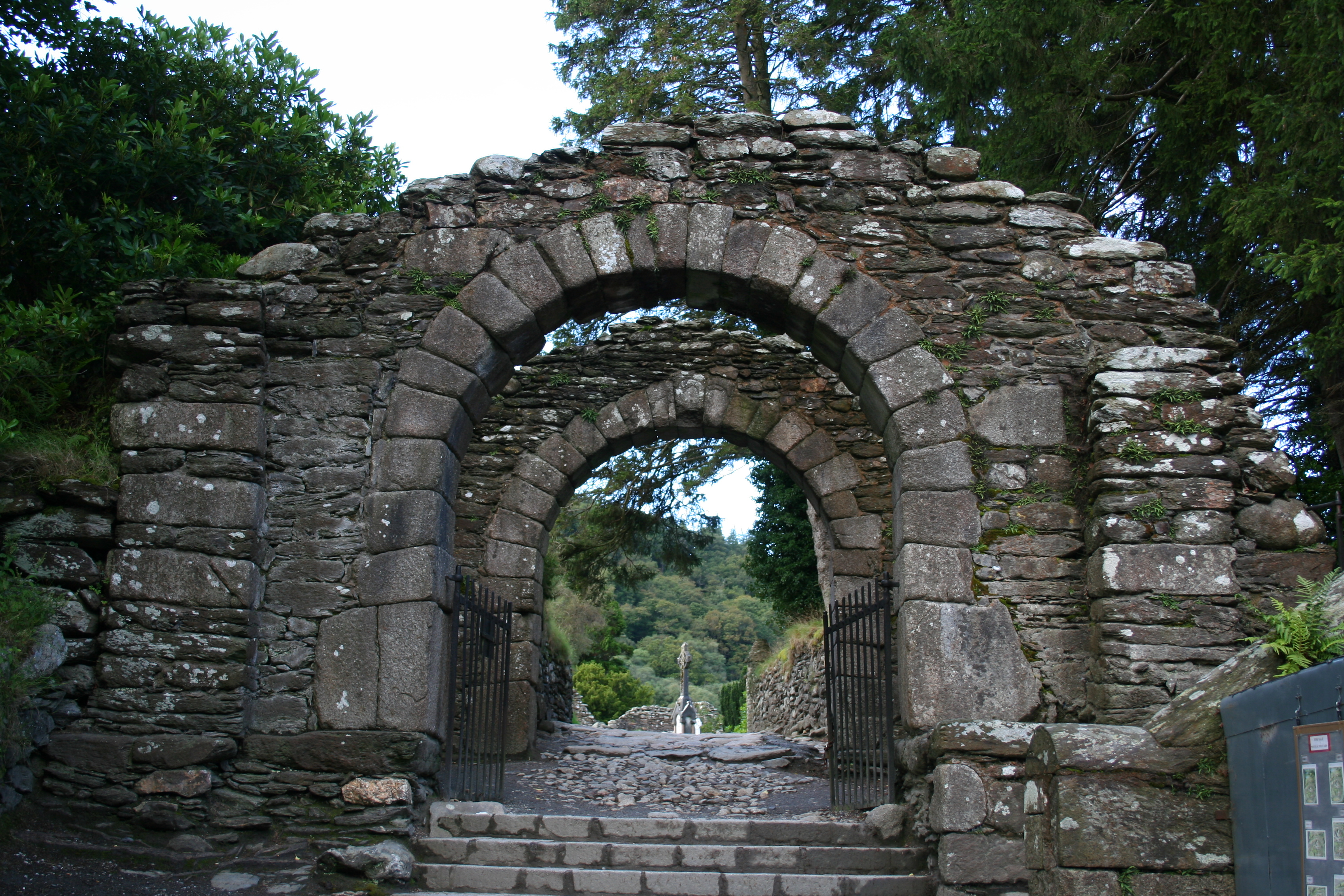
Gatehouse
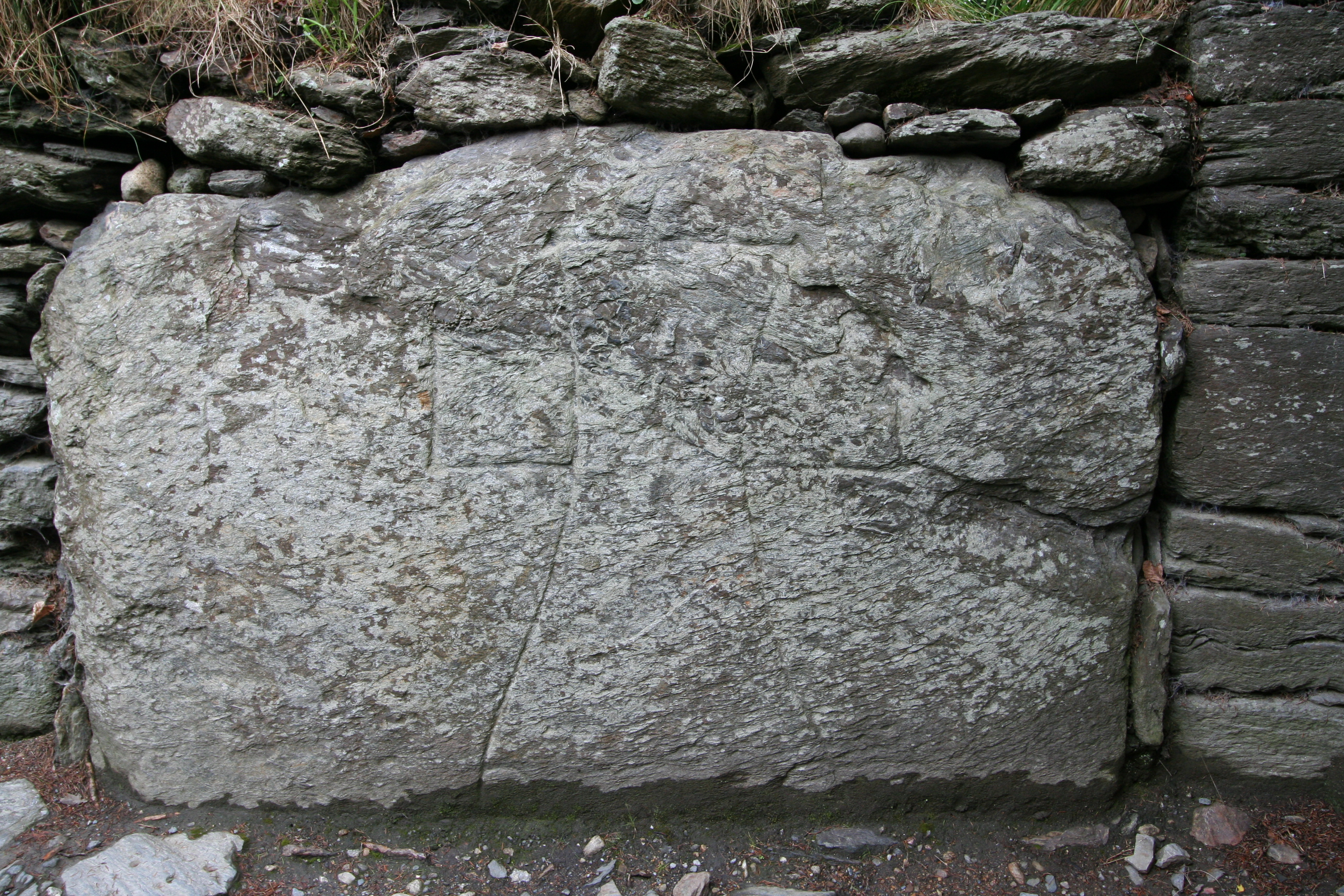
Cruz talhada numa pedra na Gatehouse
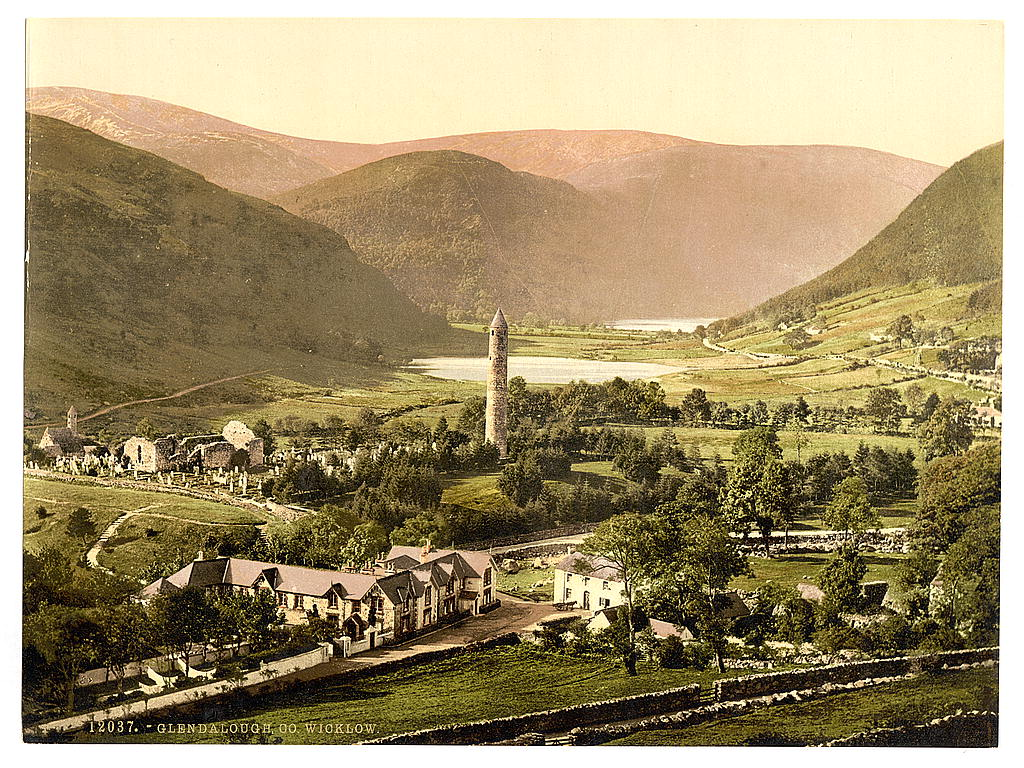
Imagem geral